# Timm Thaler oder Das verkaufte Lachen (Film)
Timm Thaler oder Das verkaufte Lachen ist ein Film von Andreas Dresen, der auf dem 1962 erschienenen gleichnamigen Roman von James Krüss basiert. Der Film kam am 2. Februar 2017 in die deutschen Kinos.

## Handlung
Der junge Timm Thaler lebt in den 1920er Jahren mit seinem Vater in einer kleinen Gasse einer deutschen Stadt. Auch wenn er in ärmlichen Verhältnissen groß wird, ist er glücklich, und er besitzt ein Lachen, dem niemand widerstehen kann. Dieses ist so ansteckend und entwaffnend, dass der schwerreiche Baron Lefuet es unbedingt besitzen will. Er glaubt, damit zur Sympathiefigur zu werden und andere Menschen so leichter manipulieren zu können, vor allem zu seinem geschäftlichen Nutzen. Lefuet schlägt Timm einen ungewöhnlichen Handel vor. Der Junge wird in Zukunft jede Wette gewinnen, wenn er ihm sein besonderes Lachen verkauft. Nachdem Timm den Vertrag unterschrieben hat, um so die Schulden seiner Familie zu begleichen, kann er sich dank der neuen Fähigkeit nun scheinbar alle Wünsche erfüllen. Bald schon merkt Timm aber, dass mit seinem Lachen auch seine Lebensfreude verloren gegangen ist und er ohne dieses immer einsamer wird. Mehr und mehr gerät der todunglückliche Junge in die Fänge des teuflischen Barons, der glaubt, dass Timm mit jeder weiteren Wette, die er gewinnt, ein Stück seiner Seele verliert. Der Baron lässt Timm von seinen Mitarbeitern überwachen, die ihm jeden Tag berichten, was er treibt. Timms Freunde Ida und Kreschimir versuchen alles, damit er sein Lachen zurückerhält. Timm reißt von zu Hause aus, und sie machen sich auf die Suche nach Lefuet, um sich Timms Lachen zurückzuholen.

## Produktion

### Literarische Vorlage
James Krüss hatte seinen Roman Timm Thaler, den er 1962 veröffentlichte, mit Gesellschafts- und Konsumkritik versehen, insbesondere bei den Schilderungen des sozialen Aufstiegs von Timms Stiefmutter und dem Kapitalismus als Religion des Barons. Dieser besitzt einen weltweit agierenden Industriekonzern, und Timm Thaler, den Jungen mit dem schönsten Lachen, fand er schließlich in München. Zur Verdeutlichung des „Teuflischen“ benutzte Krüss für den Namen des Barons, Lefuet, ein Ananym, das rückwärts gelesen Teufel bedeutet.

### Produktionsgeschichte
Im März 2015 gab Constantin Film bekannt, dass die auch auf James Krüss’ Buch basierende ZDF-Weihnachtsserie Timm Thaler aus dem Jahr 1979, die zum Fernsehklassiker avanciert war, verfilmt werden soll und Andreas Dresen die Regie übernehmen wird. Gleichzeitig wurde bekannt, dass für die Hauptrolle von Timm Thaler noch ein Darsteller gesucht werde, der einen Zwillingsbruder mitbringen müsse. Constantin Film startete zu diesem Zeitpunkt einen Aufruf an Zwillinge im Alter von elf bis zwölf Jahren. Die Drehbuchadaption wurde vom Grimme-Preisträger Alexander Adolph geschrieben.

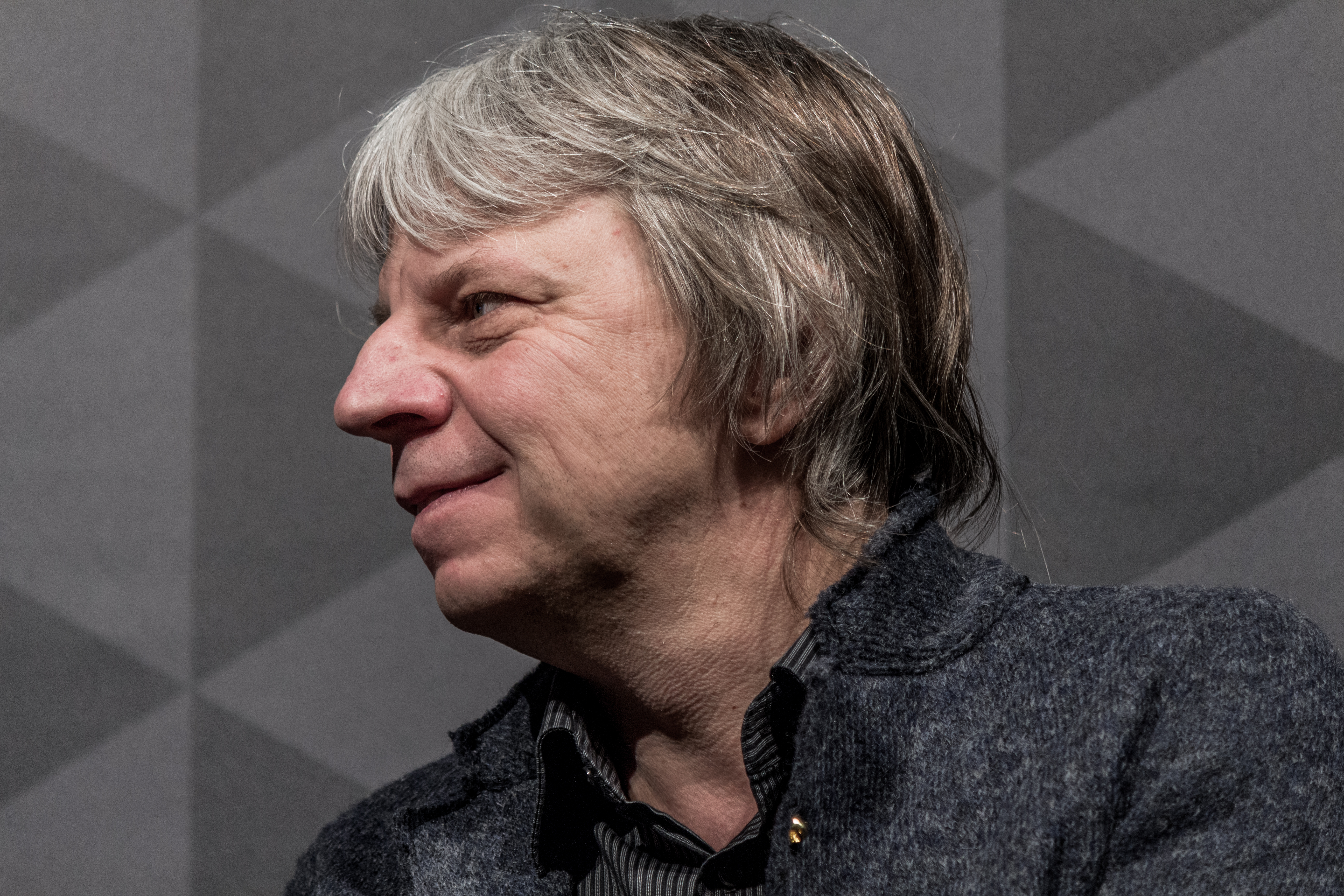
Andreas Dresen führte beim Film Regie

Die Geschichte spielt im Film in keiner bestimmten Zeit, wie Dresen sagte. Diese sei zwar an die im Buch vorgegebenen 1920er Jahre angelehnt, stelle aber eher eine Art Märchenwelt dar, die eben irgendwann einmal so da gewesen ist. Timm Thalers Fantasiewelt sei so eine Mischung aus realen Gebäuden, wie dem Berliner Grand Hotel, aber auch Fantasieelementen, wie dem seltsam gruseligen Baronschloss geworden. Dresen sieht in dem 1962 veröffentlichten Kinderroman, der der Fernsehserie und auch dem Film als Vorlage diente, „eine sehr zeitlose Geschichte“, die eine Botschaft habe, die noch heute gelten könne. Es gehe darum, so Dresen, dass man nicht unbedingt glücklicher wird, wenn man der reichste Mann der Welt ist. Die Botschaft sei auch, so Dresen, sich an den richtigen Werten zu orientieren und nicht dem Geld zu verschreiben, was zwar eine simple und profane Moral sei, aber eben auch eine wichtige. Letztendlich spiele in dem Film aber auch Freundschaft eine wichtige Rolle, weil Timm es schließlich nur mit der Hilfe wirklich guter Freunde aus seinem Dilemma schaffe.

### Besetzung
Die Hauptrolle von Timm Thaler wurde mit dem 13-jährigen Arved Friese aus Berlin besetzt. Dresen erklärte zur Suche nach dem passenden Kinderstar, der Junge, um den es im Film ginge, habe ein bezauberndes und ansteckendes Lachen besitzen müssen, auch wenn er dieses über weite Strecken der Filmerzählung gar nicht benutzen kann. Friese hatte zuletzt im Film Der Nanny von Matthias Schweighöfer die Rolle von Theo übernommen, der seinem Kindermädchen das Leben zur Hölle macht.
Baron Lefuet wird von Justus von Dohnányi verkörpert. Weitere Rollen wurden mit Axel Prahl, Andreas Schmidt, Jule Hermann, Charly Hübner, Bjarne Mädel, Fritzi Haberlandt, Milan Peschel, Steffi Kühnert und Nadja Uhl besetzt. Auch Thomas Ohrner, der den Timm Thaler in der ZDF-Weihnachtsserie von 1979 verkörperte, hat im Film einen halbminütigen Auftritt als Hotel-Concierge. Ebenso sind Harald Schmidt und der Liedermacher Heinz-Rudolf Kunze im Film zu sehen. Für die fünf Drehtage in Halle wurden etwa 200 Komparsen, Frauen, Männer und Kinder zwischen 18 und 75 Jahren aus Halle, Leipzig und Umgebung gesucht.

### Finanzierung, Dreharbeiten und Ausstattung
Der Film entstand in Koproduktion mit dem ZDF und wurde von der Mitteldeutschen Medienförderung mit 750.000 Euro, vom FilmFernsehFonds Bayern mit einer Verleihförderung in Höhe von 100.000 Euro, von der Filmförderungsanstalt mit insgesamt 1,1 Millionen Euro, vom Deutschen Filmförderfonds mit 1,3 Millionen Euro und vom Medienboard Berlin-Brandenburg mit 500.000 Euro gefördert. Die Finanzierung des Films erwies sich nach Dresens Aussage als schwierig. Zudem erhielten ab dem Jahr 2015 Kleindarsteller in Filmen aufgrund des Mindestlohngesetzes etwa ein Drittel mehr Geld als zuvor, was laut Dresen eine Erhöhung des Budgets zur Folge hatte, weil in Timm Thaler eine Vielzahl von Kleindarstellern zum Einsatz kamen. Das Gesamtbudget des Films betrug letztlich rund 8 Millionen Euro.
Die Dreharbeiten fanden von 14. September bis 18. November 2015 in Halle, Berlin, Potsdam und dem umgebenden brandenburgischen Umland statt. In einer alten Fechthalle nahe dem Berliner Olympiagelände wurden Szenen für das Schloss des Barons gedreht. Außenaufnahmen des Berliner Kammergerichts dienten dem Grand Hotel als Kulisse. Die Dreharbeiten in Brandenburg fanden auf der Galopprennbahn Hoppegarten im Landkreis Märkisch-Oderland und in Kleinmachnow im Landkreis Potsdam-Mittelmark sowie in Potsdam auf dem Gelände von Studio Babelsberg statt. In den dortigen Werkstätten entstand ein etwa fünf mal fünf Meter großes Modell der Welt, in der der Film spielt und welches der Baron Timm schenkt, um ihm zu zeigen, wie er die Welt lenken kann. Die virtuellen Effekte während der Dreharbeiten entstanden in den Ateliers des VCC-Studios von Studio Babelsberg. Im Film leuchten die Fenster der Modellhäuser, die Lokomotiven stoßen Rauch aus, wodurch dieses Stadt-Modell magisch angehaucht wirke, so Dresen. Entworfen wurde das Modell von Szenenbildner Uli Hanisch, der bereits für Babelsberger Produktionen The International und Babylon Berlin die Bühnenbilder und Kulissen entwarf. Sechs Modellbauerinnen hatten das Stadt-Modell anschließend etwa sechs Wochen lang aufgebaut, wobei auf die Detailtreue der Straßenzüge und Bäume geachtet wurde, damit auch Kameraüberblendungen von dem Modell in die reale Szene des Films möglich waren.
Anfang November 2015 wurden die Dreharbeiten in Halle begonnen, die ursprünglich für September 2015 angesetzt waren. Auch in Halle fanden Filmaufnahmen an der dortigen Galopprennbahn statt. Mitte Dezember 2015 wurden die Dreharbeiten in Halle beendet. An einzelnen Drehtagen, so Dresen, waren bis zu 16 Maskenbildner im Einsatz.
Der Kameramann Michael Hammon setzte bei den Dreharbeiten die Kameras ALEXA XT, ALEXA Plus und ALEXA Mini ein. Drehbegleitende Arbeiten wurden in der Niederlassung von Arri Media in Halle durchgeführt, die visuellen Effekte in der Münchener Niederlassung des Unternehmens, so die Verwandlung von zwei Mitarbeitern des Barons in Ratten.

### Filmmusik, Requisiten und Kostüme
Die Filmmusik (Komponist: Johannes Repka) wurde vom Deutschen Filmorchester Babelsberg in dessen Sitz auf dem Gelände von Studio Babelsberg im Hauptsaal der Scoring Stage aufgenommen. Zahlreiche Requisiten und Kostüme (Kostümbild: Lola-Gewinnerin Sabine Greunig) stammen ebenfalls unter anderem aus dem Fundus von Studio Babelsberg.
Das Titellied des Filmes, Das Licht der Welt, das zum Abspann gespielt wird, stammt von Gisbert zu Knyphausen.

### Marketing und Veröffentlichung
Seit Anfang August 2016 steht die Miniaturausgabe von Timm Thalers Stadt aus dem Film – das oben genannte Modell „Timm Thalers Fantasiewelt“ – nach Aussage von Dresen als eine Hommage an die Filmausstatter und Attraktion in der Calligari-Halle des Themen- und Freizeitparks Filmpark Babelsberg neben dem Studiogelände.
Der Film kam am 2. Februar 2017 in die deutschen Kinos. Bereits am 28. Januar 2017 hatte Dresen den Film in Leipzig vorgestellt. Im Juni 2017 wurde der Film im Rahmen des Deutschen Kinder-Medien-Festivals Goldener Spatz im Wettbewerb Kino-TV gezeigt. Seit 25. Dezember 2017 wird der Film bei Sky Cinema, Sky Go und Sky On Demand gezeigt. Im August und September 2018 wurde der Film beim Festival des deutschen Films gezeigt.
Free-TV-Premiere war am 26. Dezember 2018 im ZDF.

## Rezeption

### Altersfreigabe
In Deutschland wurde der Film von der FSK ohne Altersbeschränkung freigegeben. In der Freigabebegründung heißt es: „Der Film arbeitet mit einer klaren Gut-Böse-Zeichnung und spielt in einer märchenhaft wirkenden Welt, was auch für kleine Kinder leicht erkennbar ist. Am Ende siegt das Gute und das Böse wird bestraft. Sehr vereinzelt gibt es leicht dramatische oder erschreckende Szenen (z. B. wenn Timm erstmals dem Baron begegnet), aber diese werden stets schnell aufgelöst und entfalten keine nachhaltige Wirkung.“

### Kritiken
Von der Deutschen Film- und Medienbewertung wurde Timm Thaler mit dem Prädikat besonders wertvoll versehen. In der Begründung heißt es: „Der Film ist, wie auch die Romanvorlage von James Krüss, in den 1920er Jahren angesiedelt und hat eine klare soziale Botschaft gegen Gier und Konsumverhalten. Alexander Adolph hat mit seinem Drehbuch den Stoff zeitgemäß adaptiert und erweitert. […] Andreas Dresen, sein Team und seine Schauspieler haben mit 'Timm Thaler' einen Kinofilm geschaffen, der sich mit großen Kinderfilmen auf internationalem Niveau messen kann.“
Katrin Hoffmann von epd Film sagt, Andreas Dresen habe einen warmherzigen und spannenden Film geschaffen, der mit großartigen Bildern und einer klaren Botschaft unter die Haut gehe. Über den Hauptdarsteller sagt Hoffmann: „Arved Friese spielt Timm manchmal zu verhalten und stoisch, Dresen hätte ihm mehr Emotionen zutrauen müssen, denn Timm kann zwar nicht mehr lachen, aber traurig oder wütend dürfte er schon sein.“
Zur Arbeit des Drehbuchautors sagt Cornelia Geissler von der Frankfurter Rundschau, Adolph habe Timm mit Jule Hermann in der Rolle von Ida Bebber eine gleichaltrige Freundin geschenkt, die diese mit einem Ernst darstelle, wie er Kindern zu eigen sei, die mehr erlebt haben, als man ihnen wünschen wollte.
Knut Elstermann beschreibt den Film in einem Beitrag für MDR Kultur als eine „fantasievolle, kapitalismuskritische Faust-Legende für Kinder“, und der Film zeige, dass es um einen hohen Preis geht, den man für seinen Traum zu bezahlen hat.

### Einspielergebnis
Der Film verzeichnet insgesamt 323.647 Besucher in den deutschen Kinos.

### Einsatz im Schulunterricht
Im Frühjahr 2019 wurde der Film im Rahmen der SchulKinoWochen in Baden-Württemberg vorgestellt.

### Auszeichnungen
Deutscher Filmpreis 2017
- Nominierung als Bester Kinderfilm
- Nominierung für die Beste Filmmusik (Johannes Repka)
- Nominierung für die Beste Tongestaltung (Stefan Busch, Michael Kranz und Peter Schmidt)[35][36]

Festival des deutschen Films 2018
- Nominierung für den Goldenen Nils[37]

Goldener Spatz 2017
- Nominierung im Wettbewerb Kino-TV

Preis der deutschen Filmkritik 2017
- Nominierung als Bester Kinderfilm (Andreas Dresen)[38]